# مسييه 59

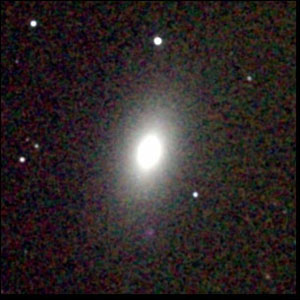

مسييه 59 أو م59 (بالإنجليزية: Messier 59 أو M59 أو NGC 4621 ) هي مجرة إهليجية وتقع في كوكبة العذراء.

## تاريخ اكتشافها
اكتشف يوهان كوهلر المجرة مسييه 59  والمجرة مسييه 60 المجاورة لها في أبريل عام 1779 أثناء مراقبته لأحد
المذنبات في تلك المنطقة من السماء. بعد ذلك بثلاثة أيام سجل شارل مسييه هاتين المجرتين في فهرسه المعروف.
ترجع التسمية NGC 4621 إلى الفهرس العام الجديد.

## خصائص المجرة مسييه 59
- تبعد عن الأرض : 60 مليون سنة ضوئية
- انزياح أحمر : 410 كيلومتر/ثانية
- السطوع: 6و10 قدر ظاهري
- الحجم : 4و5 دقيقة قوسية * 7و3 دقيقة قوسية.

## عضو تجمعالعذراء
تعتبر المجرة مسييه 59 عضوا في تجمع العذراء Virgo Cluster.

## اقرأ أيضا
- ثقب أسود
- مجرة
- قزم أبيض
- عملاق أحمر
- مجرة حلزونية
- مجرة إهليجية
- الانفجار العظيم
- خط زمني للانفجار العظيم
- نجم نيوتروني
- نجم

## وصلات خارجية
- موقع الكون
- Elliptical Galaxy M59 @ SEDS Messier pages